# 千沢平三郎
千沢 平三郎（ちざわ へいざぶろう）は大阪府出身の実業家。下谷銀行や大日本炭鉱など各社の役員を歴任した。養嫡子の千沢楨治は美術史学者で山梨県立美術館の初代館長を務めた。

## 来歴
1869年1月19日（明治元年12月7日）観世流能師の橋岡家長男として生まれる。橋岡は関西における能の大家であり橋岡雅雪は名手として知られた。門弟も多く、三井南家八代当主の三井八郎次郎もその一人である。1890年（明治23年）ごろ同じく観世一門の恒岡憲之助と大西亮太郎と3人で東京の宗家へ修行に出たが、明治維新以降は能楽の大変な衰退期だったため観世宗家にも余裕が無く、3人は三井で店員として働きながら芸の修行を続けた。その後亮太郎以外は他の道を模索して家芸の継承を断念。平三郎は実業家を志し、東京の神田商業学校などで経済や法律を学んだとされる。
1893年から下谷区で銀行業を営む千澤専助の一家と知り合った平三郎は、大磯招仙閣主人の仲介で1895年（明治28年）5月に養子入り。同年12月に専助が下谷銀行を設立し頭取に就任すると、平三郎は支配人を務めた。1905年（明治38年）には茨城県多賀郡にある高萩炭鉱の鉱業権を買取り翌年から採掘を開始。下谷銀行の支配人を務めていた平三郎は後に日窒コンツェルンを築く野口遵に出資し1906年（明治39年）1月に曾木電機株式会社が設立。翌年の日本カーバイド商会設立にも協力している。
また1907年（明治40年）11月に代々木村にある久米民之助別邸で能が開催された際は、紅葉狩を舞って久米や古市公威と共演している。1914年（大正3年）に高萩炭鉱を古賀春一に売却。1917年（大正6年）に古賀を社長として設立された大日本炭鉱の取締役に就任した。同年12月には北海水産株式会社を設立し取締役社長に就任。1922年（大正11年）11月、京都市の日本積善銀行の取り付け騒ぎと休業に始まる連鎖的な銀行休業の流れの中、下谷銀行も12月半ばに休業となった。1926年（大正15年）5月には義弟の中大路氏道と共に流山鉄道の取締役に選任される。1933年（昭和8年）満64歳にして家督を相続。子が無かったため1936年12月に甥の千葉楨治を養嫡子に迎え、翌年千沢家の家督を譲った。上記の他、平三郎は東洋貯蓄銀行や大正鉱業、石城鉱業や宝永銅山などの取締役も務め、第二次大戦後間もないころに死去している。